# Powiat Lęborski
Der Powiat Lęborski (kaschubisch Lãbòrsczi kréz) ist ein Powiat (Kreis) in der polnischen Woiwodschaft Pommern. Der Powiat hat eine Fläche von 706,99 km², auf der etwa 66.000 Einwohner leben.

## Gemeinden
Der Powiat umfasst fünf Gemeinden:
- Cewice (Zewitz)
- Lębork (Stadtgemeinde) (Lauenburg)
- Łeba (Stadtgemeinde) (Leba)
- Nowa Wieś Lęborska (Neuendorf)
- Wicko (Vietzig)

## Nachbarlandkreise
|                       | Ostsee                                      |                                            |
| Powiat Słupski Stolp  | Kompassrose, die auf Nachbargemeinden zeigt | Powiat Wejherowski Neustadt in Westpreußen |
| Powiat Bytowski Bütow | Powiat Kartuski Karthaus                    |                                            |